# Bläshammar
Bläshammar är en bebyggelse i Lindbergs socken i Varbergs kommun i Hallands län, söder om Tångaberg. Området avgränsades före 2015 till en småort och ingår från 2015 i tätorten Trönningenäs.